# James Madison Hutchings
Pour les articles homonymes, voir Hutchings.
James Mason Hutchings est né en Angleterre le 10 février 1820. Il émigra aux États-Unis en 1848 et arriva en Californie au moment de la ruée vers l'or (1849). Il fit fortune d'abord comme chercheur d'or puis se reconvertit dans l'édition. Le 5 juillet 1854, il visita le Yosemite et publia par la suite un magazine illustré qui permit de faire connaître la région dans le monde entier. Il décéda à la suite d'un accident de cheval, dans le Yosemite le 31 octobre 1902.

### Source
- (en) Cet article est partiellement ou en totalité issu de l’article de Wikipédia en anglais intitulé « James Mason Hutchings » (voir la liste des auteurs).